# 徐特立故居 (北京)
徐特立故居是位于中国北京市西城区堂子胡同50号的徐特立的故居。现已拆除。

## 历史
1949年3月，徐特立随中共中央机关入北平。中华人民共和国成立后，徐特立历任全国政协委员、中央人民政府委员、中共中央宣传部副部长、全国人大常委会委员等职务。到北平（1949年更名北京）后，徐特立先后居住在香山、西单堂子胡同50号。1968年11月28日，徐特立在北京逝世，享年91岁。
位于堂子胡同50号的徐特立故居于1989年被定为西城区文物保护单位。1994年连同其所在的堂子胡同遭到拆除。